# روبن خاچاطریان
روبن گئورگی خاچاطریان (ارمنی: Ռուբեն Գևորգի Խաչատրյան؛ زادهٔ ۱۸ اکتبر ۱۹۳۹) یک سیاستمدار اهل ارمنستان است که از تاریخ ۱۹۹۵ تا تاریخ ۱۹۹۹ سمت نمایندگی دوره اول مجلس ملی جمهوری ارمنستان را برعهده داشت.

## زندگی‌نامه
در ۱۸ اکتبر ۱۹۳۹ در لنیناکان به دنیا آمد و از دانشگاه پزشکی دولتی ایروان فارغ‌التحصیل شد. 